# Rzeczyca (powiat bialski)
Rzeczyca – wieś w Polsce położona w województwie lubelskim, w powiecie bialskim, w gminie Międzyrzec Podlaski.
| SIMC    | Nazwa      | Rodzaj    |
| ------- | ---------- | --------- |
| 0016159 | Przeciętka | część wsi |

Wieś położona w powiecie mielnickim województwa podlaskiego, wchodziła w 1662 roku w skład majętności międzyrzeckiej Łukasza Opalińskiego. W latach 1931–1972 znajdowała się w granicach Międzyrzeca Podlaskiego.W latach 1975–1998 miejscowość należała administracyjnie do województwa bialskopodlaskiego.
Wieś jest sołectwem w gminie Międzyrzec Podlaski. Według Narodowego Spisu Powszechnego z roku 2011 wieś liczyła 881 mieszkańców.
Do jednego z najważniejszych obiektów miejscowości należy Szkoła Podstawowa im. Kornela Makuszyńskiego. Obecnie uczy się w niej ok. 150 dzieci z Rzeczycy, Wygnanki i Berezy.

## Zabytki
- krzyż na cmentarzu cholerycznym z 1873 r.

Wierni Kościoła rzymskokatolickiego należą do parafii św. Mikołaja w Międzyrzecu Podlaskim.

## Galeria

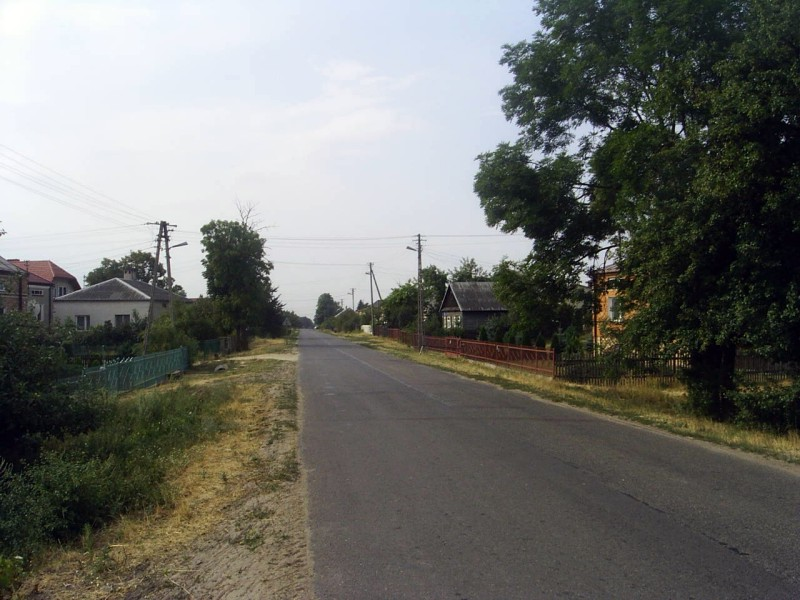
Gościniec
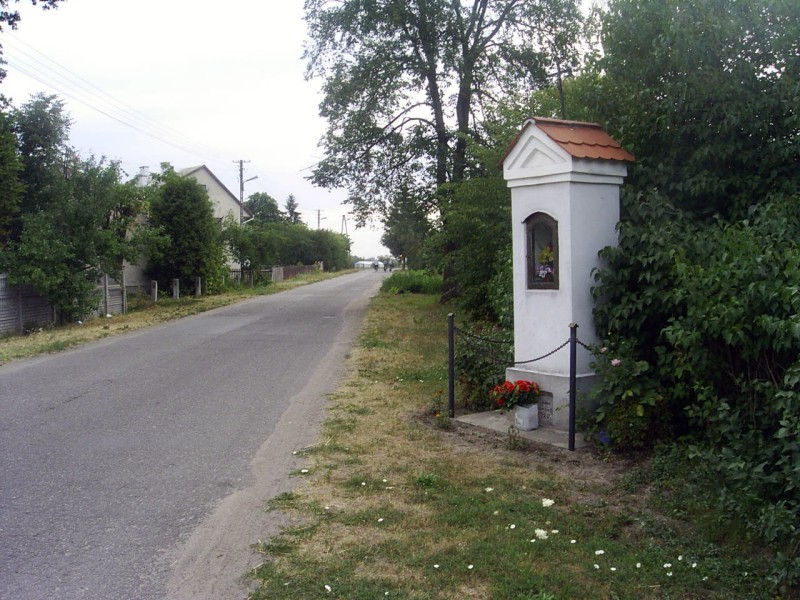
Jedna z kapliczek we wsi
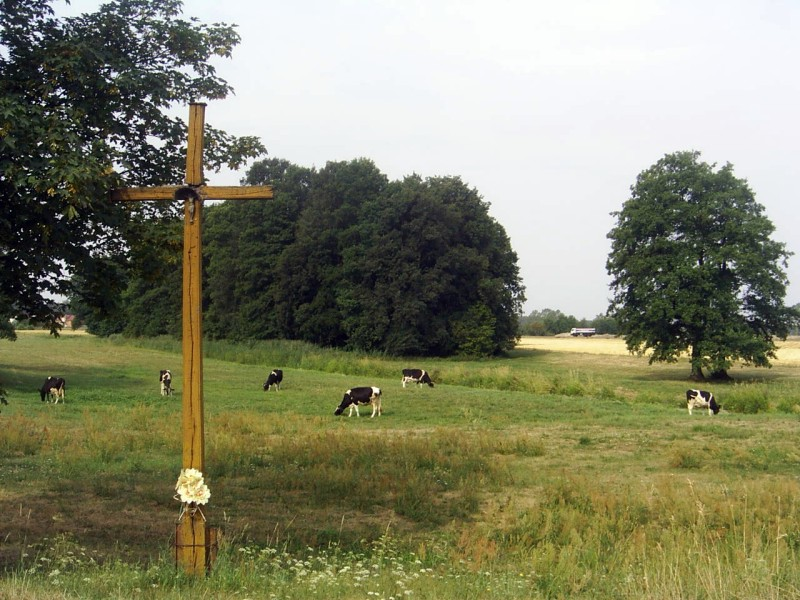
Przydrożny drewniany krzyż

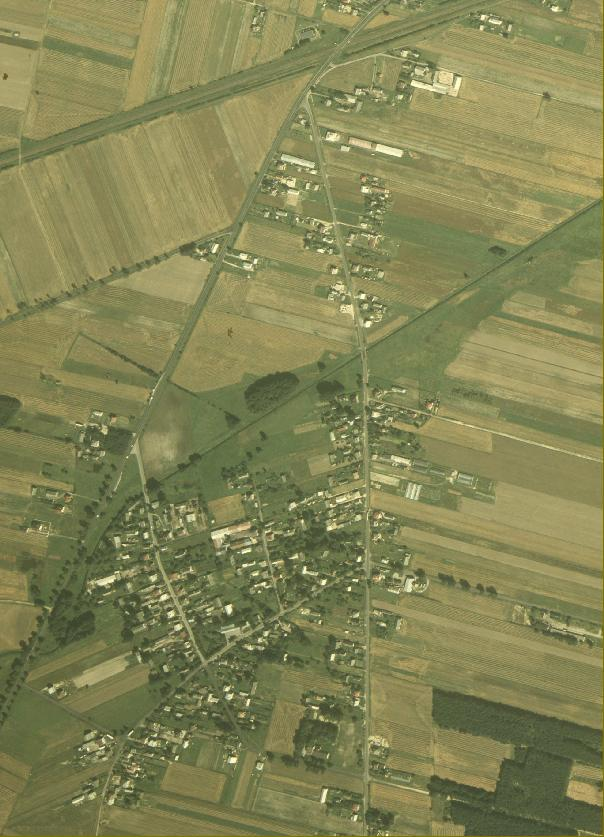
Rzeczyca z lotu ptaka